# Дубасенюк Олександра Антонівна
Олекса́ндра Анто́нівна Дубасеню́к (Іммамутдінова; нар. 27 травня 1945 року, Ворошиловград) — педагог, доктор педагогічних наук (1996), професор (2001), заслужений працівник освіти України (2018), почесний академік НАПН України (2016), президент ГО «Академії міжнародного співробітництва з креативної педагогіки „Полісся“», дійсний член ГО «Української академії акмеологічних наук».

## Біографічні дані
Народилася 27 травня 1945 року у Ворошиловграді.
У 1969 році закінчила Ворошиловградський педагогічний інститут, де й працювала з 1971 по 1980 рік на кафедрі соціальної педагогіки. З 1969 по 1971 року працювала вчителем. 
У 1978 році захистила кандидатську дисертацію, здобула науковий ступінь кандидата педагогічних наук. З січня 1980 по 1982 — старший викладач кафедри педагогіки і психології Житомирського державного педагогічного інституту ім. І. Франка; з 1982 по 1988 — доцент кафедри педагогіки; з 1988 по 2001 — завідувач кафедри педагогіки; з 2001 по 2008 — проректор з наукової роботи, міжнародних та регіональних зв'язків, з 2008 — професор кафедри педагогіки. З 2005 по 2010 рік викладала у Вищій школі менеджерів у Легниці.

## Наукова робота
Наукові дослідження: формування педагогічних умінь у майбутніх учителів з виховної роботи, педагогічних технологій у предметному і соціальному контексті педагогічної професії (у процесі вивчення педагогічних дисциплін), соціально-педагогічні чинники професійного становлення майбутнього вчителя.
Засновниця та керівник наукової школи «Професійно-педагогічна підготовка майбутніх учителів» з 1988 року. Під її керівництвом захищено 13 докторських та 30 кандидатських дисертацій.
Авторка понад 600 наукових та науково-методичних праць, серед яких 10 одноосібніх та 30 колективних монографій (редактор, автор), 35 навчальних посібників, 24 методичних рекомендацій і навчальних програм, 37 збірників наукових праць (редактор, автор). Член редколегії журналу «Нові технології навчання».

### Основні праці
За ЕСУ:
- Основи теорії і практики професійної виховної діяльності педагога. — 1994;
- Психолого-педагогічні фактори професійного становлення вчителя. — 1995;
- Виховна діяльність педагога: соціально-історичний та психолого-педагогічний аспекти. — 1997;
- Теорія і практика професійної і виховної діяльності педагога. — 2005 (усі — Житомир)[5].

## Нагороди та відзнаки
- Відмінник народної освіти УРСР (1985);
- Почесна грамота Міністерства освіти і науки України (1999, 2001, 2014);
- Нагрудний знак «Слава Житомирського державного університету імені Івана Франка» (2004)[7];
- Нагрудний знак МОНи «Софія Русова» (2005);
- Нагрудний знак НАПНУ «Ушинський К. Д.» (2009);
- Нагрудний знак МОН «За наукові досягнення» (2009);
- Грамота Вищої атестаційної комісії України — «за вагомий внесок у державну систему атестації наукових кадрів України та з нагоди Дня науки в Україні» (2011);
- Почесний диплом МОН України та НАПН України — «за плідну науково-педагогічну діяльність з інноваційної модернізації освіти» (2012);
- Медаль НАПНУ «Григорій Сковорода» (2015);
- Срібна медаль «Василь Зеньковський», Диплом лауреата в номінації «За значний особистий внесок у розвиток педагогічної науки» (2015);
- Заслужений працівник освіти України (2018);
- Медаль НАПН У «Володимир Мономах» (2018);
- Медаль НАПН У «Леся Українка» (2020);
- Науковець року ЖДУ ім. І. Франка (2011, 2013, 2014, 2015, 2017, 2018);
- Диплом НАПНУ та ІМЗО (2021);
- Грамота Хмельницького національного університету (2022)[3].